# Liste der denkmalgeschützten Objekte in Šamorín
Die Liste der denkmalgeschützten Objekte in Šamorín enthält die acht nach slowakischen Denkmalschutzvorschriften geschützten Objekte in der Gemeinde Šamorín im Okres Dunajská Streda.

## Denkmäler
| Foto |                 | Denkmal / č. ÚZPF                       | Standort / Konskr. Nr.                                    | Offizielle Beschreibung         | Beschreibung                                          | Metadaten                                                          |
| ---- | --------------- | --------------------------------------- | --------------------------------------------------------- | ------------------------------- | ----------------------------------------------------- | ------------------------------------------------------------------ |
| ja   | Datei hochladen | Kirche(sk) ObjektID: 201-106/0          | 274 Standort KG: Bučuháza Konskr.Nr.: 274                 | r.k.sv.Margity;Kaplnka          | römisch-katholische Kirche St. Margaret (aufgegeben?) | č. NKP: 201-106/0 Stand des NKP: 2012-02-08 Name: KOSTOL           |
| ja   | Datei hochladen | Denkmal(sk) ObjektID: 201-105/0         | Standort KG: Mliečno Konskr.Nr.:                          | padlí r.1849;                   | für die Opfer der Revolution 1848/49                  | č. NKP: 201-105/0 Stand des NKP: 2012-02-08 Name: POMNÍK           |
| ja   | Datei hochladen | Kirche(sk) ObjektID: 201-118/0          | Červenej armády ul.45 Standort KG: Šamorín Konskr.Nr.: 36 | ev.a.v.;                        | evangelische Kirche                                   | č. NKP: 201-118/0 Stand des NKP: 2012-02-08 Name: KOSTOL           |
| ja   | Datei hochladen | Rathaus(sk) ObjektID: 201-114/0         | Hlavná ul.37 Standort KG: Šamorín Konskr.Nr.:             |                                 |                                                       | č. NKP: 201-114/0 Stand des NKP: 2012-02-08 Name: RADNICA          |
| ja   | Datei hochladen | Paulanerkonvent(sk) ObjektID: 201-119/1 | Hlavná ul.46 Standort KG: Šamorín Konskr.Nr.: 808         | paulánsky kláštor,Koruna        | Paulanerkloster                                       | č. NKP: 201-119/1 Stand des NKP: 2012-02-08 Name: KONVENT PAULÁNOV |
| ja   | Datei hochladen | Kirche(sk) ObjektID: 201-119/2          | Hlavná ul.46 Standort KG: Šamorín Konskr.Nr.: 809         | r.k.Nanebovzatia P.M.;paulánsky | römisch-katholische Kirche Mariä Himmelfahrt          | č. NKP: 201-119/2 Stand des NKP: 2012-02-08 Name: KOSTOL           |
| ja   | Datei hochladen | Synagoge(sk) ObjektID: 201-2529/0       | Mliečanská cesta7 Standort KG: Šamorín Konskr.Nr.: 617    |                                 |                                                       | č. NKP: 201-2529/0 Stand des NKP: 2012-02-08 Name: SYNAGÓGA        |
| ja   | Datei hochladen | Kirche(sk) ObjektID: 201-121/0          | Veterná ul.19 Standort KG: Šamorín Konskr.Nr.: 497        | ref.;stredoveká nástenná maľba  | reformierte Kirche mit mittelalterlicher Wandmalerei  | č. NKP: 201-121/0 Stand des NKP: 2012-02-08 Name: KOSTOL           |

## Legende
Die Tabelle enthält im Einzelnen folgende Informationen:
| Foto:                    | Fotografie des Denkmals. |
| Denkmal / č. ÚZPF:       | Die Übersetzung der Bezeichnung des Denkmals, wie sie vom Slowakischen Denkmalamt (Pamiatkový úrad Slovenskej republiky) verwendet wird. Die Originalbezeichnung ist unter dem Fragezeichen angegeben. Fehlt die Übersetzung, so wird die Originalbezeichnung direkt angezeigt. Weiters ist die Objekt-Identifikationsnummer (Objekt ID) angeführt. Sie ist die offizielle, in der Slowakei eindeutige Nummer č. ÚZPF inklusive der zugehörigen Zählnummer, wie sie in den Daten des Denkmalamtes angegeben wird. Da diese nur innerhalb eines Landkreises gezählt wird, ist dessen Nummer der Denkmalnummer vorangestellt. |
| Standort:                | Wenn in der Liste vorhanden, ist die Adresse angegeben. In Klammern kann sich noch eine zusätzliche Adresse befinden, wenn es beispielsweise ein Eckhaus ist. Bei freistehenden Objekten ohne Adresse (zum Beispiel bei Bildstöcken) ist eine Adresse angegeben, die in der Nähe des Objekts liegt. Durch Aufruf des Links Standort wird die Lage des Denkmals in verschiedenen Kartenprojekten angezeigt. Darunter sind die Katastralgemeinde (KG) und, wenn vorhanden, die Konskriptionsnummer (Konskr. Nr.) angegeben.                                                                                                   |
| Offizielle Beschreibung: | Es ist die Kurzbeschreibung auf Slowakisch, wie sie in den offiziellen Listen angegeben ist, eingetragen. |
| Beschreibung:            | Kurze Angaben zum Denkmal auf Deutsch. |
| Metadaten:               | Zusätzlich werden, wenn in den persönlichen Einstellungen das Helferlein Dauerhaftes Einblenden von Metadaten aktiviert ist, ebensolche angezeigt. |

- Karte mit allen Koordinaten:
- OSM |
- WikiMap